# 璀灰蝶屬
璀灰蝶屬，是線灰蝶亞科線灰蝶族裡的一個屬。本屬物種目前已知有三種，幼蟲皆取食殼斗科水青岡屬植物（又稱山毛櫸）。

## 物種分布
- 富士璀灰蝶 Sibataniozephyrus fujisanus (Matsumura, 1910) －日本北海道至九州山區
- 夸父璀灰蝶 Sibataniozephyrus kuafui Hsu & Lin, 1994 －台灣北部山區
- 貴州璀灰蝶 Sibataniozephyrus lijinae Hsu, 1995 －中國貴州、陝西、廣東等地

## 資料來源
1. ↑  "Sibataniozephyrus Inomata, 1986" （页面存档备份，存于） at Markku Savela's Lepidoptera and Some Other Life Forms